# Titanoeca americana
Espèce
Synonymes
- Titanoeca americana anopla Chamberlin, 1947

Titanoeca americana est une espèce d'araignées aranéomorphes de la famille des Titanoecidae.

## Distribution
Cette espèce se rencontre aux États-Unis au Maine, au New Hampshire, au Massachusetts, au Connecticut, dans l'État de New York, au New Jersey, en Pennsylvanie, en Virginie, au Michigan, en Indiana, en Illinois, au Wisconsin, en Iowa, au Minnesota, au Dakota du Sud, au Nebraska, au Colorado, au Kansas, au Missouri, en Arkansas, en Oklahoma, au Texas et au Nouveau-Mexique et au Canada en Ontario et au Québec,.

## Habitat
Cette espèce affectionne particulièrement les habitats chauds et secs au sol, comme sous des pierres, des écorces ou dans la litière.

## Description
Les mâles mesurent de 4,5 à 7 mm et les femelles de 3,5 à 7,5 mm.
Cette araignée est de couleur variante du brun à l'orangée.

## Publication originale
- Emerton, 1888 : New England spiders of the family Ciniflonidae. Transactions of the Connecticut Academy of Arts and Sciences, vol. 7 p. 443-458 (texte intégral).